# Chronos (Comicserie)
Chronos (griechisch „Zeit“) ist der Titel einer Comicserie, die der US-amerikanische Verlag DC-Comics von 1998 bis 1999 veröffentlichte. Autor sämtlicher Hefte der Serie war der US-Amerikaner John Francis Moore, während als Zeichner Künstler wie Paul Guinan und J.H. Williams III fungierten.

## Inhalt
Chronos erzählt von den Erlebnissen eines zeitreisenden Hallodris und Kleinkriminellen namens Walker (Tristan) Gabriel. Ein High-Tech-Anzug ermöglicht es ihm, das Raum-Zeit-Kontinuum zu durchbrechen und so die verschiedensten Epochen und Orte des sogenannten DC-Universums, darunter Schauplätze bekannter Comicserien des DC-Verlages (wie Batman und Superman) zu besuchen. Dies schließt sowohl Orte und Ereignisse ein, die es historisch tatsächlich gegeben hat, als auch solche, bei denen es sich nur um Fiktion handelt.
Im Verlauf der Serie besucht Gabriel unter anderem das Florenz der Medici-Zeit, wohnt dem letzten Auftritt der Beatles auf dem Dach eines Londoner Hauses bei, entdeckt die Stadt Chronopolis („Zeit-Stadt“), die von der geheimnisvollen Fiorella Della Ravenna und ihrem Diener Mordecai bewohnt wird und außerhalb der Zeit existiert, rettet im „Wilden Westen“ einer Schaustellerin (Alexandra „Alex“ Damaskinos) das Leben, die ihn fortan auf seinen Reisen begleitet, trifft andere Zeitreisende wie den Wissenschaftler David Clinton und die „Wächter des Zeitstroms“, die sogenannten „Linear Men“. In der letzten Ausgabe der Serie löscht Gabriel sich selbst aus der Geschichte aus, existiert aber aufgrund der extratemporalen Natur von Chronopolis weiter, obwohl er nie geboren wurde.

## Versionen der Figur Chronos
Die erste Version der „Chronos“-Figur wurde 1962 von dem Autor Gardner Fox und dem Zeichner Gil Kane erschaffen. Dieser „Chronos“ ist ein schrill kostümierter Krimineller namens David Clinton, der unter dem Decknamen „Chronos“ Verbrechen begeht, die stets in irgendeinem Zusammenhang mit dem Thema Zeit oder Zeitrechnung stehen. Ihren ersten Auftritt hatte die Figur in dem Heft The Atom Nr. 3. Im Jahr 1974 erscheint dieser „Chronos“ als Mitbegründer des später sehr populär gewordenen Superschurken-Teams „Injustice Gang“, einem schurkischen Pendant zur Justice League.
Eine zweite Version von „Chronos“ wird Ende der 1990er von dem Autor John Francis Moore und dem Zeichner Pauil Guinan geschaffen. Dieser Chronos ist ein Mann namens Walker Gabriel, der als Abenteurer vom Typus des Antihelden entlegene Winkel des DC-Universums bereist, wobei er als Mann im Schatten verborgene bedeutsame Vorgänge beobachtet und auf sie einwirkt. Wie die erste „Chronos“-Figur ist Gabriel ein Krimineller, misst sich anders als dieser aber nur selten in Auseinandersetzungen mit Superhelden und hat auch nur selten Gelegenheit Diebstähle zu verüben, da er, widerwillig, damit beschäftigt ist, mystische Geheimnisse aufzuklären. Diese zweite „Chronos“-Figur trat erstmals in dem Heft Chronos #1 von 1998 auf. auf.

## Veröffentlichungen unter dem Chronos-Titel
DC Comics veröffentlichte von März 1998 und Februar 1999 eine Serie unter dem Titel Chronos, die von den Abenteuern der Walker Gabriel-Version der Figur handelt. Diese Serie erreichte 11 Ausgaben zuzüglich einer als #1.000.000 nummerierten Sonderausgabe.